# Pico Rivera
Pico Rivera város az USA Kalifornia államában, Los Angeles megyében. Lakosainak száma 62 088 fő (2020. április 1.).

## Népesség
A település népességének változása:
| Lakosok száma | 49 150 | 62 942 | 62 088 |
|               | 1960   | 2010   | 2020   |